# Acentronura gracilissima
Acentronura gracilissima är en fiskart som först beskrevs av Temminck och Hermann Schlegel 1850.  Acentronura gracilissima ingår i släktet Acentronura och familjen kantnålsfiskar. Inga underarter finns listade i Catalogue of Life.